# بوزة دودمه (مقاطعة تشرام)
بوزة دودمه (بالفارسية: پوزه دودمه) هي قرية تقع في قسم تشرام الريفي (مقاطعة تشرام) في إيران. يقدر عدد سكانها بـ 0 نسمة بحسب إحصاء 2016.